# Breathless (álbum de Kenny G)
Breathless é o sexto álbum de estúdio do saxofonista estadunidense Kenny G, lançado pelo selo Arista Records em 1992.
| Críticas profissionais                                                      | Críticas profissionais |
| Avaliações da crítica                                                       | Avaliações da crítica  |
| Fonte                                                                       | Avaliação              |
| --------------------------------------------------------------------------- | ---------------------- |
| Allmusic                                                                    | [ 2 ]                  |
| Esta tabela precisa de ser acompanhada por texto em prosa. Consulte o guia. |                        |

## Faixas
1. "The Joy of Life" - 4:19
2. "Forever in Love" - 4:58
3. "In the Rain" - 4:59
4. "Sentimental" - 6:34
5. "By the Time This Night is Over" (com. Peabo Bryson) - 4:45
6. "End of the Night" - 5:21
7. "Alone" - 5:24
8. "Morning" - 5:13
9. "Even if My Heart Would Break" (com. Aaron Neville) - 4:58
10. "G-Bop" - 4:05
11. "Sister Rose" - 6:13
12. "A Year Ago" - 5:15
13. "Homeland" - 4:32
14. "Jasmine Flower" - 4:42  (faixa não disponível na versão americana)
15. "The Wedding Song" - 3:21

## Desempenho nas paradas

### Álbum
| Ano  | Parada                       | Posição |
| ---- | ---------------------------- | ------- |
| 1993 | Australian ARIA Albums Chart | 1       |

### Singles
| Ano  | Título                           | Posição                | Posição               | Posição    | Posição           | Posição         |
| Ano  | Título                           | Adult Contemporary\|US | Hot R&B/Hip-Hop Songs | US Hot 100 | Top 40 Mainstream | Rhythmic Top 40 |
| ---- | -------------------------------- | ---------------------- | --------------------- | ---------- | ----------------- | --------------- |
| 1992 | "Forever in Love"/"Joy Of Life"  | #1                     | #73                   | #18        | #18               | #33             |
| 1993 | "By the Time This Night is Over" | #1                     | #37                   | #25        | #29               |                 |
| 1993 | "Sentimental"                    | #27                    |                       | #72        |                   |                 |
| 1994 | "Even if My Heart Would Break"   | #28                    |                       |            |                   |                 |